# 人文科学とコンピュータ研究会
人文科学とコンピュータ研究会（じんぶんかがくとコンピュータけんきゅうかい）は、情報処理学会フロンティア領域に所属する研究会。コンピュータ技術を活用することによる人文科学研究の推進をひとつの目標として、情報処理、コンピュータ技術の応用分野の拡大と、より一層の発展につながる基本的課題を発掘・解明していくことを目的に、1989年に発足した。略称はIPSJ SIG-CHやじんもんこんなど。

## 設立の経緯
人文科学とコンピュータ研究会の設立が最初に具体性をもって議論されたのは1988年にシンガポールで開催された国際会議のブレークタイムの時である。杉田繁治（当時、国立民族学博物館）、及川昭文（当時、国立教育研究所）、洪政国（当時、日本IBM）によって議論された。すでに杉田によるコンピュータ民族学、及川による考古学データベースをはじめとする人文科学分野におけるコンピュータに関する研究が全国的に進められつつあったことを受けて、学会における求心体となるものを用意しようということから、さらに小沢一雅（大阪電通大）も参加した上で、関東2人、関西2人という体制で準備が進められた。
1988年（昭和63年）10月21日、上記の四名以外に、田中琢、星野聡、井口征士、安永尚志、八村広三郎、八重樫純樹、松本浩一、早川聞多を発起人として加え、情報処理学会調査研究運営委員会に対して研究会新設の依頼が提出され、委員会によって承認された。その結果、1989年（平成元年）4月1日に人文科学とコンピュータ研究会が発足した。第1回研究会は、同年5月19日に初代主査であった杉田が当時所属していた国立民族学博物館で開催された。

## 重点領域研究
1995年より4年間、文部科学省科学研究費補助金重点領域研究「人文科学とコンピュータ －コンピュータ支援による人文科学研究の推進－」が実施された。ここではそれまでの6年間の研究会活動がベースとなり、及川昭文を中心に、小沢一雅、安永尚志、八村広三郎、村上征勝らがそれぞれデータベース班、テキスト処理班、イメージ処理班、数量的分析班を担当し、4年間にわたってこの分野の研究を推進した。

## 関連シンポジウム
本研究会の活動に深い関連を持つシンポジウムに「じんもんこんシンポジウム」とシンポジウム「人文科学とデータベース」がある。

### シンポジウム「人文科学とデータベース」
上記の重点領域研究におけるデータベース班が中心となって1995年12月25、26日に大阪電気通信大学で開催されたのが最初である。重点領域研究終了後は人文系データベース協議会が発足し、シンポジウムを後援している。

### じんもんこんシンポジウム
人文科学とコンピュータ研究会が主催しているシンポジウム。第1回は1999年9月に国立民族学博物館において開催され、以降は毎年開催されている。

## 歴代主査・幹事
| 年度      | 主査       | 幹事                                   |
| --------- | ---------- | -------------------------------------- |
| 1989-1992 | 杉田繁治   | 及川昭文、小沢一雅、洪政国             |
| 1993-1994 | 及川昭文   | 長瀬真理、八村広三郎、竹内健           |
| 1995-1996 | 八村広三郎 | 高橋晴子、齋藤雅、山田奨治             |
| 1997-1998 | 山田奨治   | 加納千恵子、北風晴司、坂谷内勝         |
| 1999-2000 | 柴山守     | 門林理恵子、加藤常員、原正一郎         |
| 2001-2002 | 加藤常員   | リンネ・マリサ、相田満、山本泰則       |
| 2003-2004 | 桶谷猪久夫 | 村上晴美、安達文夫、吉岡亮衛           |
| 2005-2006 | 相田満     | 曽我麻佐子、鈴木卓治、師茂樹           |
| 2007-2008 | 鈴木卓治   | 後藤真、永崎研宣、五島敏芳、阪田真己子 |
| 2009-2010 | 後藤真     | 上地宏一、鈴木卓治、関野樹、三宅真紀   |
| 2011-2012 | 関野樹     | 後藤真、阪田真己子、高田智和、山田太造 |
| 2013-2014 | 阪田真己子 | 耒代誠仁、関野樹、研谷紀夫、松村敦     |
| 2015-2016 | 松村敦     | 亀田尭宙、鹿内菜穂、土山玄、山田太造   |
| 2017-2018 | 山田太造   | 上阪彩香、曽我麻佐子、松村敦、堤智昭   |
| 2019-2020 | 鹿内菜穂   | 河瀬彰宏、北﨑勇帆、後藤真、山田太造   |
| 2021-2022 | 耒代誠仁   | 鹿内菜穂、中村覚、西岡千文、橋本雄太   |
| 2023-     | 橋本雄太   | 小川潤、耒代誠仁、鈴木親彦、吉賀夏子   |